# Ce soir ou jamais (film, 1961)
Pour les articles homonymes, voir Ce soir ou jamais.
Pour plus de détails, voir Fiche technique et Distribution.
Ce soir ou jamais est un film français réalisé par Michel Deville, sorti en 1961.

## Synopsis
Laurent, affichiste publicitaire, a organisé une soirée chez lui pour fêter le début des répétitions du premier spectacle qu’il monte (une comédie musicale). Mais sa vedette, Juliette, est victime d’un accident de la circulation et Laurent doit trouver d’urgence une remplaçante. Pour sa petite amie Valérie, élève du Conservatoire, cela va être « ce soir ou jamais » l’occasion de démontrer l’étendue de ses talents en jouant de tous ses charmes pour obtenir ce rôle principal que Laurent n’a pas songé à lui proposer…

## Fiche technique
- Titre : Ce soir ou jamais
- Réalisation : Michel Deville
- Scénario : Nina Companeez, Michel Deville
- Dialogues : Nina Companeez, Michel Deville
- Musique : Jean Dalve alias Jean-Jacques Grünenwald
- Direction de la photographie : Claude Lecomte
- Ingénieur du son : Jean Rieul
- Décors : Alexandre Hinkis
- Costume : Csandra (robes)
- Montage : Nina Companeez
- Pays d'origine :  France
- Langue de tournage : français
- Production : Philippe Dussart
- Sociétés de production : Éléfilm (France), Ulysse Productions (France)
- Société de distribution : Les Films Fernand Rivers
- Format : noir et blanc — 1.66:1 — son monophonique — 35 mm
- Genre : comédie dramatique
- Durée : 99 min
- Date de sortie : France, 29 septembre 1961
- Affiches : Clément Hurel, Jouineau Bourduge (France)

## Distribution
- Anna Karina : Valérie
- Claude Rich : Laurent
- Georges Descrières : Guillaume
- Jacqueline Danno : Martine
- Michel de Ré : Alex
- Guy Bedos : Jean-Pierre
- Françoise Dorléac : Danièle
- Anne Tonietti : Anita
- Éliane d'Almeida : Nicole

## Vidéographie
- 2008 : Coffret volume 1 Michel Deville (films de 1960 à 1964, Ce soir ou jamais, Adorable Menteuse, À cause, à cause d'une femme, L'Appartement des filles, Lucky Jo), 5 DVD remastérisés, Éléfilm Distribution, France.